# Lewica i Demokraci

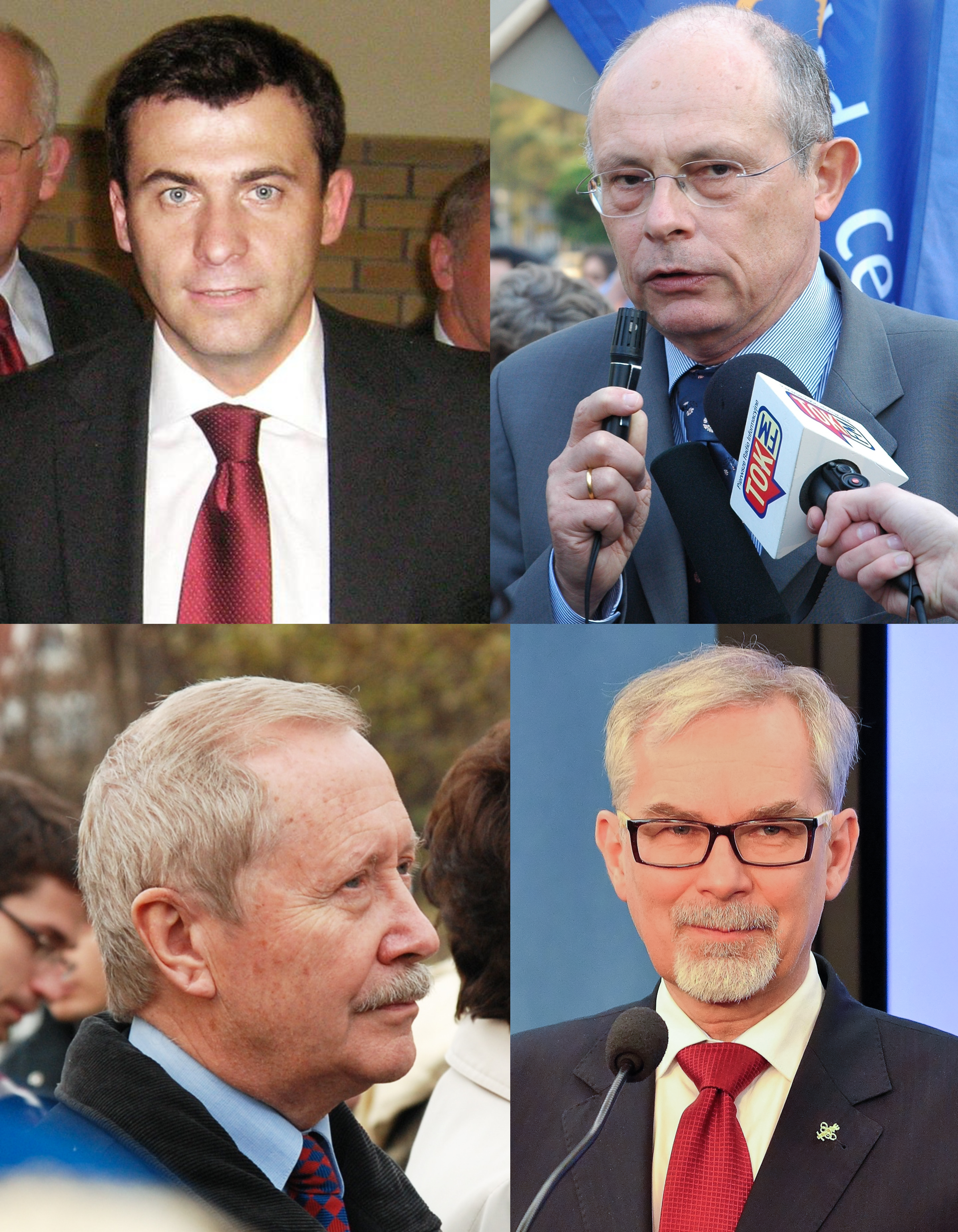
Liderzy LiD – górny rząd: Wojciech Olejniczak (SLD), Marek Borowski (SDPL);
dolny rząd: Janusz Onyszkiewicz (PD), Waldemar Witkowski (UP)

Lewica i Demokraci SLD+SDPL+PD+UP (LiD) – koalicyjne ugrupowanie polityczne w Polsce, powstałe przed wyborami samorządowymi w 2006 (z inicjatywy Marka Borowskiego). Koalicja miała charakter centrolewicowy i socjaldemokratyczny, jej celem była budowa alternatywy dla dominującej w Polskiej polityce centroprawicy. Koalicję tworzyły partie polityczne: Sojusz Lewicy Demokratycznej, Socjaldemokracja Polska, Partia Demokratyczna – demokraci.pl i Unia Pracy. Ugrupowanie powołane zostało oficjalnie 3 września 2006 w Warszawie. Początkowo była to koalicja wyborcza na wybory samorządowe, jednak w związku z przerastającym oczekiwania wynikiem wyborczym postanowiono współpracę w ramach LiD kontynuować. 18 stycznia 2007 powołano Polityczny Komitet Porozumiewawczy. 14 czerwca 2007 zaczęła działać Rada Programowa LiD i ogłoszono deklarację programową o tytule „Polska Przyjazna i Nowoczesna”. 20 sierpnia 2007 poinformowano o przekształceniu się Rady Programowej w Koalicyjny Komitet Wyborczy, na czele którego stał były prezydent Aleksander Kwaśniewski.
Na konferencji prasowej po posiedzeniu rady krajowej SLD 29 marca 2008 przewodniczący tej partii Wojciech Olejniczak poinformował, że współpraca z Partią Demokratyczną została zakończona. Podkreślił jednak, że liczy na to, że mimo iż PD nie uczestniczy już w koalicji, to trzej posłowie tej partii pozostaną członkami klubu LiD, który będzie nadal funkcjonował. 1 kwietnia posłowie PD odeszli jednak z klubu, a osiem dni później powołali Demokratyczne Koło Poselskie. 19 kwietnia o opuszczeniu koalicji zdecydowała SDPL, co ostatecznie uśmierciło koalicję Lewica i Demokraci. Trzy dni później posłowie SDPL (8 z 10, którzy pozostali w tej partii) odeszli z Klubu Poselskiego LiD i powołali koło SDPL – Nowa Lewica (później SDPL), a klub LiD został formalnie rozwiązany i przekształcony w KP Lewica (później SLD).
SLD i UP kontynuowały współpracę (w ramach SLD-UP) do 2015, a SDPL i PD współpracowały nadal ze sobą do 2010 (m.in. w ramach Porozumienia dla Przyszłości). Pod koniec kadencji parlamentu w 2011 posłowie wybrani z list LiD tworzyli klub SLD (43, w tym po dwóch członków SDPL i UP) i koło SDPL (3), a także byli niezrzeszeni (m.in. dwaj posłowie SD, wcześniej działający w PD oraz nowy nabytek PD Andrzej Celiński, poprzednio działający w SDPL) bądź zasiadali w klubie PO.

## Liderzy

### Koalicyjny Komitet Wyborczy Lewicy i Demokratów (podczas wyborów parlamentarnych w 2007)
- Aleksander Kwaśniewski – przewodniczący
- Jan Lityński (PD) – wiceprzewodniczący
- Wojciech Olejniczak (SLD)
- Marek Borowski (SDPL)
- Waldemar Witkowski (UP)
- Janusz Onyszkiewicz (PD)
- Jerzy Szmajdziński (SLD)
- Andrzej Jaeschke (SLD)
- Andrzej Celiński (SDPL)
- Jan Turski (UP)
- Izabela Jaruga-Nowacka (związana z SLD)

## Wybory samorządowe w 2006
Koalicja zawarta została oficjalnie 3 września 2006 w Warszawie. Początkowo funkcjonowała pod nazwą Porozumienie Lewicy i Demokratów „Wspólna Polska”. 15 września 2006 powołany został oficjalnie Koalicyjny Komitet Wyborczy już o nazwie „SLD+SDPL+PD+UP – Lewica i Demokraci”. Koalicja, choć początkowo miała dotyczyć wystawienia wspólnych kandydatów tylko do sejmików wojewódzkich, w rezultacie zawiązana została również w wyborach do wielu innych, niższych jednostek samorządu terytorialnego, co spowodowało, że wystawiła największą liczbę kandydatów na burmistrzów i prezydentów miast.
Zdaniem sygnatariuszy porozumienia rządy obecnej koalicji spowodowały „erozję instytucji państwowych i demokratycznych”. Obóz rządzący zdaniem partii porozumienia usiłuje zawłaszczyć samorządy, co negatywnie odbije się na funkcjonowaniu państwa. Wojciech Olejniczak podkreślił, że jedyną alternatywą dla PiS będzie Porozumienie Lewicy i Demokratów, ponieważ Platforma Obywatelska jest „PiS-em bis”.

### Deklaracja programowa
Partie tworzące koalicję „Wspólna Polska” postanowiły kierować się trzema głównymi zasadami:
- Samorząd demokratyczny i obywatelski – władze samorządowe muszą w pełni i zgodnie z prawem wypełniać swoje założenia konstytucyjne i prawne. Należy rozszerzyć kompetencje władzy lokalnej kosztem władzy centralnej – krajowej.
- Samorząd solidarny – fundamentem podejmowanych działań przez władze samorządowe powinna być zasada solidaryzmu społecznego, czyli zapewnienie dostępu i możliwości korzystania z niezbędnych usług publicznych wszystkim obywatelom.
- Samorząd uczciwy i przejrzysty – należy zniszczyć i przerwać lokalne układy, korupcję, ograniczenie, naruszanie obowiązujących przepisów ze szkodą dla mieszkańców. Działania władzy lokalnej muszą być jasne i przejrzyste dla każdego mieszkańca.

### Kandydaci na prezydentów miast (wystawieni bądź popierani przez LiD)
| kandydat               | miasto               | partia      | wynik (%) | wynik (głosy) | miejsce | uwagi                            |
| ---------------------- | -------------------- | ----------- | --------- | ------------- | ------- | -------------------------------- |
| Marek Borowski         | Warszawa             | SDPL        | 23,24%    | 98 889        | 3       | ---                              |
| Jacek Majchrowski      | Kraków               | bezpartyjny | 42,31%    | 103 157       | 1       | wybrany na prezydenta w II turze |
| Krzysztof Pusz         | Gdańsk               | PD          | 5,12%     | 8122          | 3       | ---                              |
| Jacek Piechota         | Szczecin             | SLD         | 27,91%    | 38 059        | 2       | awans do II tury                 |
| Andrzej Nowakowski     | Poznań               | SLD         | 4,64%     | 8724          | 4       | ---                              |
| Izabella Sierakowska   | Lublin               | SDPL        | 25,31%    | 28 777        | 1       | awans do II tury                 |
| Krzysztof Makowski     | Łódź                 | SLD         | 23,33%    | 51 758        | 3       | ---                              |
| Ewa Ziółkowska         | Piotrków Trybunalski | SLD         | 11,02%    | 3199          | 4       | ---                              |
| Joanna Grzela          | Kielce               | SLD         | 20,65%    | 13 575        | 2       | ---                              |
| Andrzej Namysło        | Opole                | SLD         | 13,00%    | 4587          | 2       | ---                              |
| Tomasz Czajkowski      | Wrocław              | SLD         | 5,99%     | 11 932        | 3       | ---                              |
| Marek Szczerbowski     | Katowice             | SLD         | 5,49%     | 5323          | 4       | ---                              |
| Janusz Kochan          | Białystok            | SLD         | 9,67%     | 8550          | 3       | ---                              |
| Stanisław Szatkowski   | Olsztyn              | SLD         | 6,21%     | 3626          | 4       | ---                              |
| Tadeusz Ferenc         | Rzeszów              | SLD         | 76,59%    | 48 131        | 1       | wybrany na prezydenta            |
| Zbigniew Kosmatka      | Piła                 | bezpartyjny | 46,16%    | 10 577        | 1       | wybrany na prezydenta w II turze |
| Janusz Kubicki         | Zielona Góra         | SLD         | 32,1%     | 12 530        | 2       | wybrany na prezydenta w II turze |
| Tadeusz Jędrzejczak    | Gorzów Wielkopolski  | SLD         | 50,6%     | 18 575        | 1       | wybrany na prezydenta            |
| Kazimierz Górski       | Sosnowiec            | SLD         | 51,68%    | 30 099        | 1       | wybrany na prezydenta            |
| Jan Szczęśniewski      | Świętochłowice       | SDPL        | 8,15%     | 1293          | 3       | ---                              |
| Krzysztof Matyjaszczyk | Częstochowa          | SLD         | 20,83%    | 14 683        | 3       | ---                              |
| Jerzy Balon            | Bielsko-Biała        | SLD         | 5,25%     | 3038          | 5       | ---                              |
| Krzysztof Wójcik       | Bytom                | SLD         | 17,29%    | 8178          | 3       | ---                              |
| Marzena Dobrowolska    | Gdynia               | SLD         | 5,21%     | 5009          | 3       | ---                              |
| Henryk Słonina         | Elbląg               | bezpartyjny | 58,22%    | 21977         | 1       | wybrany na prezydenta            |
| Janusz Łapiński        | Gliwice              | SLD         | 12,03%    | 6482          | 3       | ---                              |
| Eugeniusz Ochryciuk    | Łomża                | bezpartyjny | 2,70%     | 530           | 7       | ---                              |
| Zbigniew Jastrzębski   | Sopot                | SLD         | 4,02%     | 720           | 4       | ---                              |
| Sylwester Kwiecień     | Starachowice         | SLD         | 32,74%    | 5963          | 1       | awans do II tury                 |
| Krzysztof Bazuła       | Tarnów               | SLD         | 3,63%     | 1378          | 6       | ---                              |
| Jerzy Wereta           | Zabrze               | SLD         | 12,71%    | 5172          | 5       | ---                              |
| Edmund Stachowicz      | Starogard Gdański    | SLD         | 34,6%     | 4733          | 1       | wybrany na prezydenta w II turze |
| Kazimierz Zięba        | Rybnik               | SDPL        | 3,8%      | 1508          | 5       | ---                              |
| Sławomir Lis           | Jastrzębie-Zdrój     | SLD         | 6,72%     | 1857          | 4       | ---                              |
| Tomasz Malepszy        | Leszno               | SLD         | 55,86%    | 12 254        | 1       | wybrany na prezydenta            |

### Zestawienie wyników
| rodzaj wyborów                             | liczba głosów | % głosów | liczba wybranych | % wybranych |
| ------------------------------------------ | ------------- | -------- | ---------------- | ----------- |
| do sejmików województw                     | 1 910 009     | 14,25%   | 66               | 11,76%      |
| do rad powiatów                            | ---           | 8,87%    | 468              | 7,45%       |
| do rad gmin                                | ---           | 8,78%    | 1357             | 3,40%       |
| na wójtów, burmistrzów i prezydentów miast | ---           | ---      | 42               | 1,71%       |

## Wybory parlamentarne w 2007
W wyborach parlamentarnych w 2007 koalicja LiD uzyskała 2 122 981 głosów, tj. 13,15%, zdobywając 53 mandaty w Sejmie. 40 z nich przypadło kandydatom SLD, 10 członkom SDPL, a 3 kandydatom PD (UP nie miała na początku kadencji żadnego posła, choć później się pojawili). Żaden z kandydatów LiD nie dostał się do Senatu (jedynie popierany przez koalicję członek SLD Włodzimierz Cimoszewicz). Najlepszy wynik koalicja uzyskała w okręgu wyborczym nr 32 – 21,61%. Spośród powiatów, najwięcej procent głosów uzyskała w powiecie hajnowskim – 40,39%. Oprócz kandydatów czterech partii tworzących koalicję, z list LiD startowali też kandydaci Racji Polskiej Lewicy i Demokratycznej Partii Lewicy, a także nieliczni działacze SD, SG i PPS.

### Posłowie wybrani z list KKW Lewica i Demokraci SLD+SDPL+PD+UP
| Posłowie reprezentujący Sojusz Lewicy Demokratycznej | Posłowie reprezentujący Sojusz Lewicy Demokratycznej | Posłowie reprezentujący Sojusz Lewicy Demokratycznej |
| --- | --- | --- |
| | | |
| - Leszek Aleksandrzak - Anita Błochowiak - Eugeniusz Czykwin - Tomasz Garbowski - Henryk Gołębiewski - Witold Gintowt-Dziewałtowski - Tadeusz Iwiński - Izabela Jaruga-Nowacka - Ryszard Kalisz - Tomasz Kamiński - Witold Klepacz - Jan Kochanowski - Sławomir Kopyciński - Janusz Krasoń | - Krystyna Łybacka - Wacław Martyniuk - Zbigniew Matuszczak - Jarosław Matwiejuk - Krzysztof Matyjaszczyk - Henryk Milcarz - Tadeusz Motowidło - Grzegorz Napieralski - Wojciech Olejniczak - Artur Ostrowski - Wojciech Pomajda - Stanisława Prządka - Stanisław Rydzoń | - Joanna Senyszyn - Stanisław Stec - Elżbieta Streker-Dembińska - Wiesław Szczepański - Jerzy Szmajdziński - Jolanta Szymanek-Deresz - Tadeusz Tomaszewski - Jerzy Wenderlich - Marek Wikiński - Bogusław Wontor - Stanisław Wziątek - Ryszard Zbrzyzny - Janusz Zemke |
| Posłowie reprezentujący Socjaldemokrację Polską | | |
| | | |
| - Romuald Ajchler - Bartosz Arłukowicz - Marek Balicki - Anna Bańkowska | - Marek Borowski - Andrzej Celiński - Zdzisława Janowska | - Bożena Kotkowska - Grzegorz Pisalski - Izabella Sierakowska |
| Posłowie reprezentujący Partię Demokratyczną | | |
| | | |
| - Marian Filar | - Bogdan Lis | - Jan Widacki |